# Woiwodschaft Radom

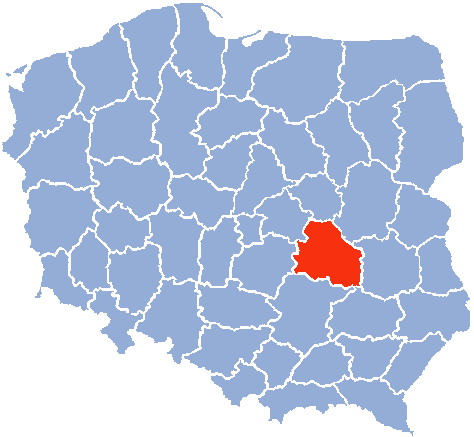
Politische Karte Polens, Woiwodschaft Radom rot hervorgehoben

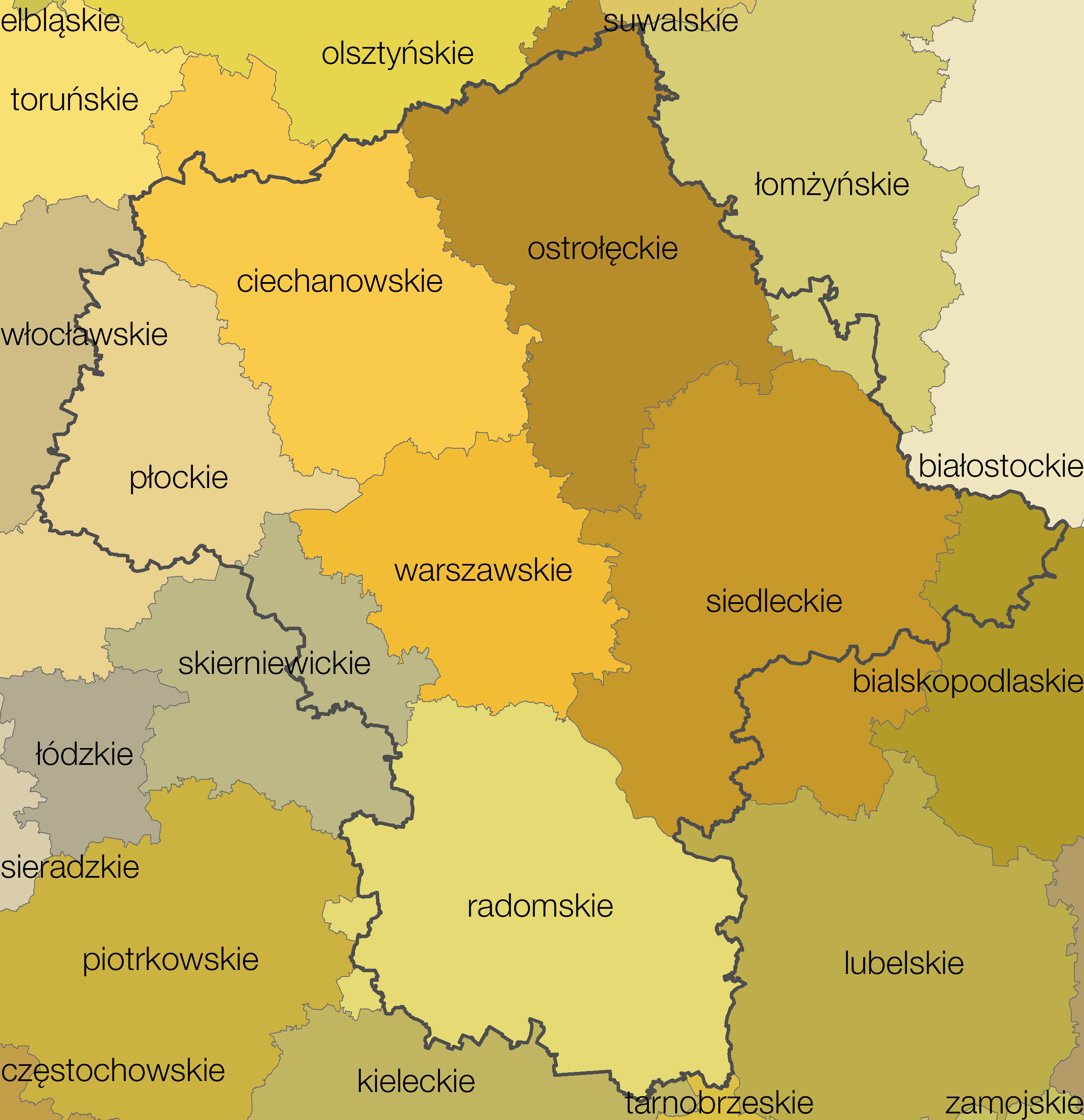
Woiwodschaft Radom (in hellgrün) neben anderen 1998 überwiegend aufgegangen in der Woiwodschaft Masowien

Die Woiwodschaft Radom (pl.: Województwo radomskie) war in den Jahren 1975 bis 1998 eine polnische Verwaltungseinheit, die im Zuge einer Gebietsreform in der heutigen Woiwodschaft Masowien aufging. Ihre Hauptstadt war Radom.
Bedeutende Städte waren (Einwohnerzahlen von 1995):
- Radom (232.300)
- Pionki (22.100)
- Kozienice (21.500)

## Einwohnerzahlen
| Jahr          | 1975    | 1980    | 1985    | 1990    | 1995    | 1998    |
| Einwohnerzahl | 678 100 | 702 300 | 729 700 | 751 100 | 763 800 | 763 300 |